# Gainesville (Virginie)
Pour les articles homonymes, voir Gainesville.
Gainesville est une localité de l'État de Virginie.
Sa population était de 11 481 habitants en 2010.

## Démographie
| Groupe            | Gainesville | Virginie | États-Unis |
| ----------------- | ----------- | -------- | ---------- |
| Blancs            | 64,9        | 68,6     | 72,4       |
| Asiatiques        | 15,5        | 5,5      | 4,8        |
| Afro-Américains   | 11,7        | 19,4     | 12,6       |
| Métis             | 4,4         | 2,9      | 2,9        |
| Autres            | 3,1         | 3,2      | 6,2        |
| Amérindiens       | 0,3         | 0,4      | 0,9        |
| Océaniens         | 0,1         | 0,1      | 0,2        |
| Total             | 100         | 100      | 100        |
|                   |             |          |            |
| Latino-Américains | 10,2        | 7,9      | 16,7       |

Selon l'American Community Survey, pour la période 2011-2015, 76,13 % de la population âgée de plus de 5 ans déclare parler l'anglais à la maison, 7,07 % déclare parler l'espagnol, 3,08 % le vietnamien, 2,07 % une langue chinoise, 1,69 % le coréen, 1,65 % le persan, 1,46 % l'ourdou, 1,35 % l'arabe, 0,83 % le russe, 0,73 % le tagalog, 0,64 % une langue africaine et 3,29 % une autre langue.